# Emma Wade
Emma Wade (19 dicembre 1980) è un'ex atleta beliziana.

## Biografia
Partecipò a due edizioni dei Giochi olimpici e in entrambe le occasioni fu portabandiera per il suo paese alla cerimonia di apertura. A Sydney 2000 corse i 100 metri piani, mentre ad Atene 2004 i 200, venendo eliminata nelle batterie di entrambe le competizioni. Partecipò anche a due edizioni dei Giochi del Commonwealth: a Manchester 2002 venne eliminata nelle batterie dei 100 metri, mentre a Melbourne 2006 riuscì a qualificarsi per le semifinali dei 200 metri con il sedicesimo tempo.